# ليكاسي
ليكاسي، المعروفة سابقا باسم جادوتفيل أو جادوتستاد، مدينة في مقاطعة كاتانغا، في الجنوب الشرقي من «جمهورية الكونغو الديمقراطية».

## التركيبة السكانية
ليكاسي يبلغ عدد سكانها حوالي 447,500 (2012).أثناء التسعينات أنشأت الأمم المتحدة في تغذية المراكز ومراكز اللاجئين في وحول ليكاسي لمساعدة اللاجئين الفارين من أعمال العنف العرقية في شابا، زاد الذين وصول سكان البلدة بعض 41,000.

## التاريخ
في عام 1961، خلال تدخل الأمم المتحدة في النزاع كاتانغا، سرية من قوات «الأمم المتحدة الأيرلندية» المنتشرة على جادوتفيل قد اضطرت إلى الاستسلام للقوات الموالية لرئيس الوزراء الكاتانغية تشومبه (انظر حصار جادوتفيل).

## الاقتصاد
ليكاسي يبقى مركزا للصناعة، لا سيما التعدين، وهي محور نقل للمنطقة المحيطة بها. وهناك الألغام ومصافي النفط تم توفيره بواسطة الرواسب القريبة من النحاس والكوبالت. وهناك أيضا منجم ذهب مهجور في ليكاسي، التي استنزفت من الذهب ولكن لا يزال يحفر بعمال المناجم الحرفيين.

### النقل
ويخدم ليكاسي محطة على شبكة السكك الحديدية الوطنية. القطارات معظمها قطارات الشحن ولا قطارات الركاب.